# ليوبولد كرامر
ليوبولد كرامر (بالألمانية: Leopold Kramer)‏ (و. 1869 – 1942 م) هو ممثل مسرحي، وممثل أفلام نمساوي، ولد في براغ، توفي في فيينا، عن عمر يناهز 73 عاماً.

## وصلات خارجية
- ليوبولد كرامر على موقع IMDb (الإنجليزية)
- ليوبولد كرامر على موقع ألو سيني (الفرنسية)
- ليوبولد كرامر على موقع أول موفي (الإنجليزية)
- ليوبولد كرامر على موقع قاعدة بيانات الأفلام السويدية (السويدية)
- ليوبولد كرامر على موقع قاعدة بيانات الفيلم (الإنجليزية)
- ليوبولد كرامر على موقع كينوبويسك (الروسية)